# Foro romano di Brescia
Il foro romano di Brescia era l'antica piazza principale del centro cittadino di Brixia a partire dal I secolo a.C. e in seguito completato da Vespasiano. Gran parte dell'originale piazza è oggi ricalcata da Piazza del Foro, mentre i resti della maggior parte degli edifici che vi si affacciavano sono stati riportati alla luce all'esterno o nei sotterranei dei palazzi che circondano attualmente la piazza. Questo complesso archeologico monumentale conserva i maggiori edifici pubblici di età romana del nord Italia e per questo motivo è stato dichiarato dall'UNESCO patrimonio dell'umanità, facente parte del sito seriale "Longobardi in Italia: i luoghi del potere".

## Storia

Resti della basilica civile.

Lo spazio urbano della piazza era frequentato almeno dall'Età del Ferro, come dimostrano le testimonianze emerse negli scavi archeologici di Palazzo Martinengo Cesaresco Novarino. Non è dato sapere, a livello urbanistico, cosa occupava l'area prima e durante la dominazione dei Galli Cenomani sulla cittadina, all'epoca probabilmente poco più di un villaggio ai piedi del colle Cidneo.
La città passa sotto il controllo di Roma repubblicana nel 196 a.C., ma all'evento non dovettero seguire notevoli mutazioni dell'assetto cittadino, che viene invece completamente riorganizzato in età augustea nel I secolo a.C.. Nasce in questo momento, pertanto, il primo foro cittadino, probabilmente molto semplice, dominato sul fronte nord dal tempio repubblicano. Durante il I secolo d.C., sotto Vespasiano, l'area conosce un'intensa attività edilizia che porta il foro ad assumere la forma definitiva: spianato il vecchio tempio repubblicano, al suo posto viene eretto il monumentale Capitolium, mentre sul lato sud della piazza è edificata la basilica. I due edifici vengono collegati tramite due lunghi porticati che, delimitando la piazza a est e a ovest, creavano un ambiente architettonico unitario. Sul lato ovest, al posto di un'antica domus, viene eretto un vasto complesso termale. A nord-est, invece, viene costruito il teatro. Concentrando in questo luogo i più importanti edifici per la società del tempo, il foro diventa, come in ogni città romana, il fulcro della vita economica, sociale e politica della città.
Caduto il governo romano e iniziate le invasioni barbariche, il foro perde rilevanza all'interno del contesto cittadino e viene lentamente occupato da nuovi edifici, che con il passare del tempo ne riducono l'estensione. La piazza, però, al contrario di altre note, non perde mai completamente il suo ruolo urbanistico e rimane tangibile a livello di spazio urbano, lasciando come testimonianza l'attuale Piazza del Foro.

## Descrizione

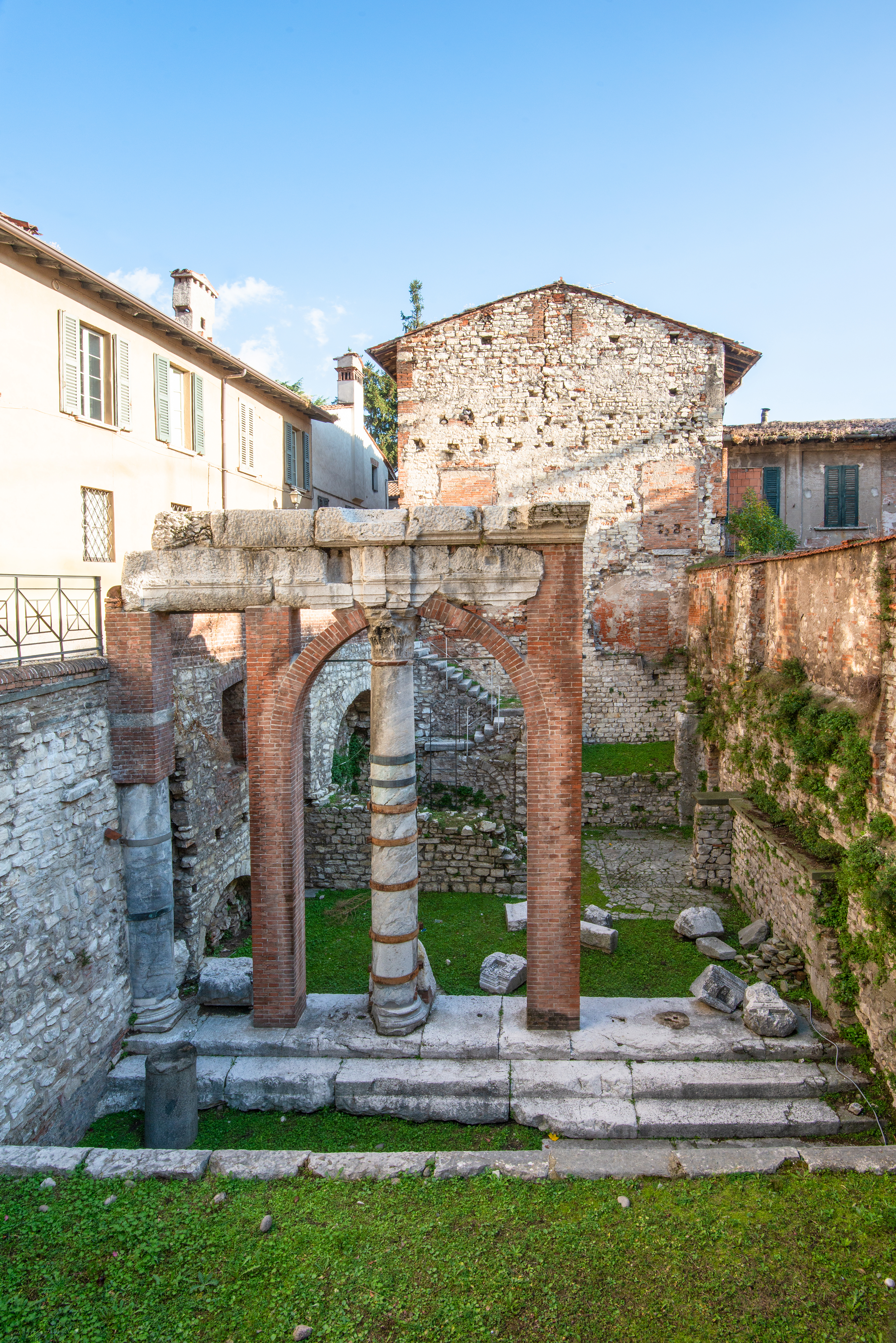
Resti del colonnato est del foro.

Come detto, non è nota l'organizzazione urbana del foro repubblicano, del quale si conosce ed è a noi pervenuta solamente parte del tempio. È invece possibile ricostruire, grazie alla ricchezza di testimonianze, le caratteristiche del foro di età flavia, fatto costruire da Vespasiano sull'impronta del precedente. Si trattava di una grande piazza larga 40 metri e lunga 120, dunque in proporzione 1:3 come il foro di Pompei.
Il lato sud era occupato dalla basilica civile, un grande edificio colonnato con tre grandi aperture e decorato da elementi lapidei. La basilica era collegata alle due estremità a un lungo colonnato che, in direzione nord-sud, delimitava il foro sui due lati lunghi. Sotto il colonnato si aprivano gli edifici commerciali, un poco arretrati verso l'interno per permettere lo sviluppo di un camminamento tra le colonne e gli edifici stessi. La notevole altezza delle colonne ritrovate fa inoltre supporre che tali edifici fossero almeno di due piani. Sul fronte nord, infine, si elevava il Capitolium in posizione monumentale, connesso al resto della piazza in modo abbastanza complesso: seguendo il decumano massimo, oggi via dei Musei, che transitava davanti al tempio, una volta giunti nel foro si poteva scendere una scalinata per raggiungere il livello della piazza, oppure salire per e raggiungere il piano del tempio.
Visto dalla piazza, pertanto, il Capitolium era preceduto da almeno due rampe di scale, separate dal decumano massimo che correva a livello mediano. È comunque probabile che la seconda scalinata, che dal decumano saliva al tempio, fosse a sua volta suddivisa in due rampe separate da un piano con due fontane in posizione laterale, delle quali sono stati forse ritrovati i resti dell'impianto di funzionamento. I due colonnati della piazza incrociavano perpendicolarmente il decumano e, con una soluzione architettonica non nota, lo scavalcavano per proseguire verso il tempio, connettendosi ad esso sul retro dopo aver svoltato ad angolo retto. A nord est di quest'ultimo, infine, si apriva il teatro.
Sul lato ovest del foro si sviluppava un vasto edificio termale, anch'esso costruito in età flavia demolendo e parzialmente riutilizzando una domus precedente, di età augustea. Non sono noti, invece, particolari edifici situati sul lato est della piazza.

## Note

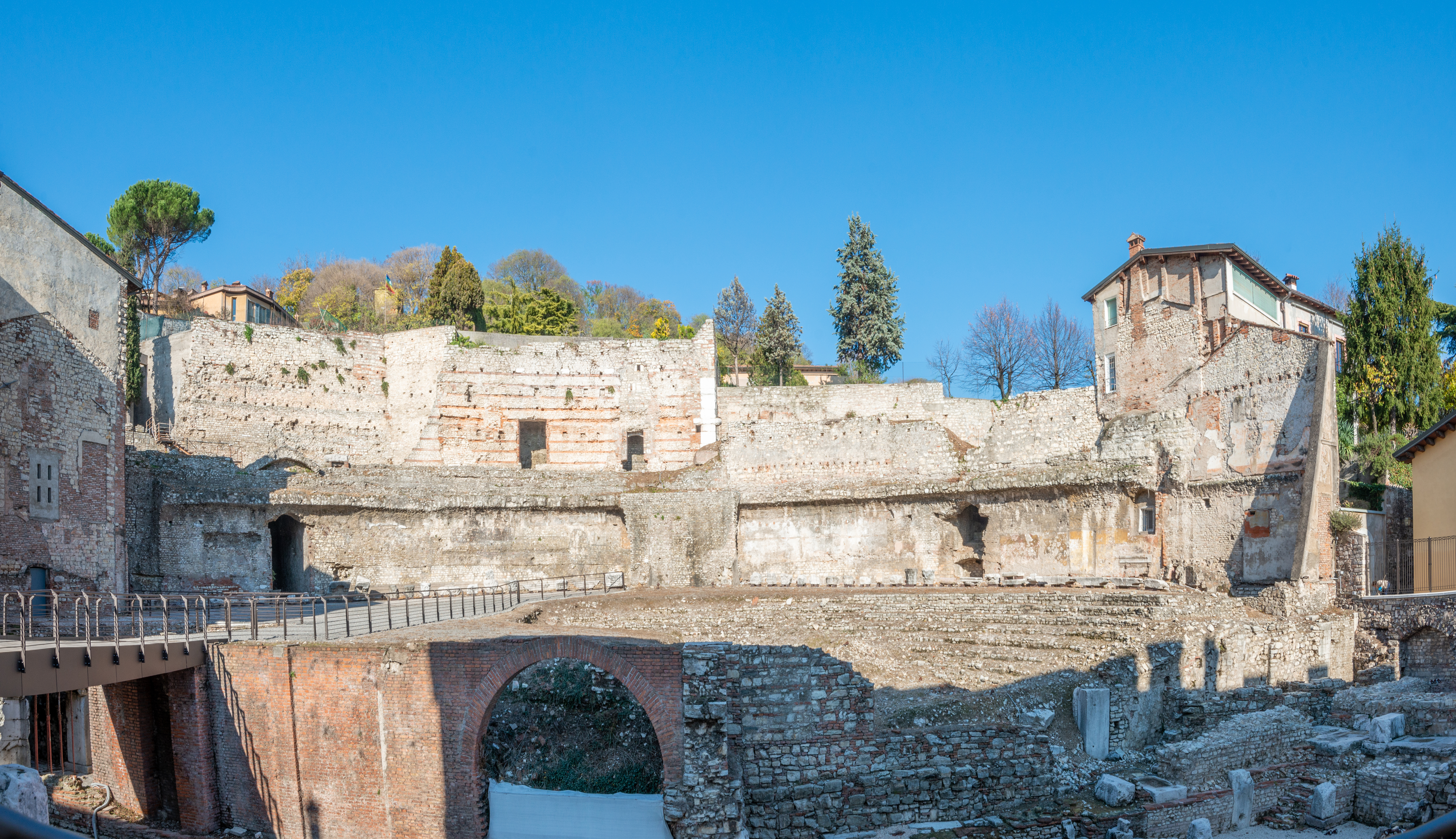
Resti del teatro romano.